# Юг (приток Кильмези)
Юг — река в Кильмезском районе Кировской области России, левый приток реки Кильмезь. Устье реки находится в 40 км по левому берегу реки Кильмезь. Длина реки составляет 15 км, площадь бассейна — 84,2 км².
Исток реки в лесном массиве в урочище Чистое Болото в 15 км к юго-западу от посёлка Кильмезь. Река течёт на север по лесной местности. Притоки — Ташка, Марлюк (левые). Впадает в Кильмезь у села Троицкое (Селинское сельское поселение).

## Данные водного реестра
По данным государственного водного реестра России относится к Камскому бассейновому округу, водохозяйственный участок реки — Вятка от водомерного поста посёлка городского типа Аркуль до города Вятские Поляны, речной подбассейн реки — Вятка. Речной бассейн реки — Кама.
По данным геоинформационной системы водохозяйственного районирования территории РФ, подготовленной Федеральным агентством водных ресурсов:
- Код водного объекта в государственном водном реестре — 10010300512111100039894
- Код по гидрологической изученности (ГИ) — 111103989
- Код бассейна — 10.01.03.005
- Номер тома по ГИ — 11
- Выпуск по ГИ — 1